# Paul Haggis
Paul Haggis, född 10 mars 1953 i London, Ontario, är en kanadensisk regissör, manusförfattare och filmproducent som tilldelats två Oscars. 
Haggis är son till Mary och Ted Haggis, före detta ägare av Gallery Theatre, där Paul Haggis började med teaterproduktion, regi och som en pjäsförfattare på 1970-talet. Han gick i St George Public School i Catholic Central High School, HB. Beal Secondary School och Fanshawe College i London, Ontario. Vid 22 års ålder lämnade han London för Los Angeles för att uppfylla sin dröm som manusförfattare. 
Som manusförfattare och filmproducent skapade Haggis tv-serier som Walker, Texas Ranger, Uppdrag Chicago, Firman och den inställda serien EZ Streets. Han vann två Emmys för tv-showen Livet runt trettio - en som manusförfattare och den andra som producent. 2006 skapade han tv-serien The Black Donnellys, som lades ner av NBC 14 maj 2007.
Hans filmdebut kom vid 1993, Red Hot, som hade en begränsad videorelease. Hans första Oscar-nominering var för Clint Eastwoods Million Dollar Baby, där han nominerades i kategorin Bästa manus efter förlaga, men förlorade till Alexander Paynes Sideways. Hans andra film, Crash blev en succé, där han vann två Oscars, en för filmen och den andra för manus. Filmen nominerades till sex Oscars, även för Bästa foto. Totalt har han vunnit två Oscars och har fyra nomineringar. Han förlorade Bästa regi-priset till Ang Lees Brokeback Mountain. Haggis tredje film var Honeymoon with Harry, där han var både regissör och manusförfattare för filmen. Haggis har även skrivit berättelsen till en annan Eastwood-film, Letters from Iwo Jima. Än en gång nominerades han till en Oscar för Bästa originalmanus, men förlorade den till Michael Arndt. 2005 anlitades han för att skriva manuset till den nya James Bond-filmen Casino Royale.
Haggis var 1997–2016 gift med sångerskan och skådespelerskan Deborah Rennard med vilken han har fyra barn.

## Filmografi

### Som manusförfattare
- 1975 – One Day At a Time (TV-serie)
- 1977 – Love Boat (TV-serie)
- 1979 – The Plastic Man Comedy/Adventure Show (TV-serie)
- 1980 – The Ri¢hie Ri¢h/Scooby-Doo Show (TV-serie)
- 1980-1981 – Nisse (TV-serie)
- 1982 – Mr. Merlin, avsnitt An Absence of Amulets (TV-serie)
- 1983 – ABC Weekend Specials, avsnitt The Puppy's Further Adventures (TV-serie)
- 1983 – Diff'rent Strokes (TV-serie)
- 1985 – The Facts of Life, avsnitt The Last Drive-In (TV-serie)
- 1986 – Who's the Boss?, avsnitt Charmed Lives (TV-serie)
- 1986 – Charmed Lives, pilotavsnittet (TV-serie)
- 1987 – The Tracey Ullman Show (TV-serie)
- 1987 – Min bror hunden
- 1987-1988 – Livet runt trettio (TV-serie)
- 1990 – City (TV-serie)
- 1993 – Walker, Texas Ranger, avsnitt One Riot, One Ranger (TV-serie)
- 1993 – Red Hot
- 1994 – Lagens änglar (TV-serie)
- 1994-1997 – Uppdrag Chicago (TV-serie)
- 1996-1997 – EZ Streets (TV-serie)
- 1997 – Michael Hayes (TV-serie)
- 1998 – Ghost of a Chance (TV-film)
- 1999-2001 – Firman (TV-serie)
- 2003 – Mister Sterling (TV-serie)
- 2004 – Crash
- 2004 – Million Dollar Baby
- 2005 – Walker, Texas Ranger: Trial By Fire (TV-film)
- 2006 – The Last Kiss
- 2006 – Flags of Our Fathers
- 2006 – Casino Royale
- 2006 – Letters from Iwo Jima
- 2007 – In The Valley of Elah
- 2007 – The Black Donnellys (TV-serie)
- 2008 – Quantum of Solace
- 2009 – Terminator Salvation

### Som producent
- 1979 – The Facts of Life (TV-serie)
- 1987-1988 – Livet runt trettio (TV-serie)
- 1990 – City (TV-serie)
- 1990 – You Take The Kids (TV-serie)
- 1994-1995 – Uppdrag Chicago (TV-serie)
- 1996-1997 – EZ Streets (TV-serie)
- 1997-1998 – Michael Hayes (TV-serie)
- 1998 – Ghost of a Chance (TV-film)
- 1999 – Firman (TV-serie)
- 2004 – Crash
- 2004 – Million Dollar Baby
- 2006 – Letters from Iwo Jima
- 2007 – The Black Donnellys (TV-serie)
- 2007 – In The Valley of Elah

### Som regissör
- 1990 – You Take The Kids, pilotavsnittet (TV-serie)
- 1993 – Red Hot
- 1995 – Uppdrag Chicago (TV-serie)
- 1996 – EZ Streets, pilotavsnittet (TV-serie)
- 1998 – Ghost of a Chance (TV-film)
- 1999-2001 – Firman (TV-serie)
- 2004 – Crash
- 2007 – The Black Donnellys (TV-serie)
- 2007 – In The Valley of Elah
- 2013 – Third Person